# N. Gregory Mankiw

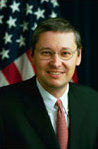
N. Gregory Mankiw

Nicholas Gregory „Greg“ Mankiw (* 3. Februar 1958 in Trenton, New Jersey) ist ein US-amerikanischer Ökonom und Professor für Volkswirtschaftslehre an der Harvard University. Unter Präsident George W. Bush war er von 2003 bis 2005 Vorsitzender des Rates der Wirtschaftsberater.

## Überblick
Mankiw ist einer der einflussreichsten Makroökonomen der USA. Zu seinen Forschungsgebieten zählen Fragen der Preisanpassung, das Konsumentenverhalten, die Finanzmärkte, die Geld- und Finanzpolitik und das Wirtschaftswachstum.
1992 veröffentlichte Mankiw zusammen mit David Romer und David N. Weil eine Erweiterung des Solow-Modells um den Faktor Humankapital. Ihr Wachstumsmodell bietet einen Erklärungsansatz dafür, dass das Wirtschaftswachstum in manchen Entwicklungsländern stagniert. Mankiws populäre Lehrbücher Macroeconomics und Principles of Economics wurden insgesamt eine Million Mal verkauft.
Gregory Mankiw bezeichnet sich als Neu-Keynesianer. Die Vertreter der New Keynesian Economics arbeiten auf der Basis neoklassischer Modelle. Die Berufung auf Keynes bedeutet nur, dass Rigiditäten der Preise und Löhne eingeräumt werden. Mankiw lehnt es ab, sich mit den Schriften von Keynes überhaupt zu befassen:

“One might suppose that reading Keynes is an important part of Keynesian theorizing. In fact quite the opposite is the fact. […] If new Keynesian economics is not a true representation of Keynes’ views, then so much the worse for Keynes. The General Theory is an obscure book. […] [it] is an outdated book. […] We are in a much better position than Keynes to figure out how the economy works. […] Classical theory is right in the long run. Moreover, economists today are more interested in the long-run equilibrium. The long run is not so far away.”

In seinem Lehrbuch stellt Mankiw einerseits das IS-LM-Modell dar, andererseits auch die Loanable funds Theorie, die den Zinssatz durch Angebot und Nachfrage auf dem Kreditmarkt bestimmt sieht.
Zudem ist Mankiw seit 2007 Mitglied der American Academy of Arts and Sciences.

## Schriften (Auswahl)
- N. Gregory Mankiw, Mark P. Taylor: Grundzüge der Volkswirtschaftslehre. 8. Auflage. Schäffer-Poeschel, Stuttgart 2021, ISBN 978-3-7910-4996-0.
- N. Gregory Mankiw: Makroökonomik. 7. Auflage. Schäffer-Poeschel, Stuttgart 2017, ISBN 978-3-7910-3783-7.